# Aya Ōmasa
Aya Ōmasa (大政 絢 Ōmasa Aya?,  Takikawa, Hokkaidō, 4 de febrero de 1991) es una modelo y actriz japonesa.

## Filmografía

### Películas
| Año  | Título                       | Personajes      |
| ---- | ---------------------------- | --------------- |
| 2008 | Topless                      | Kana            |
| 2008 | New Type: Just For Your Love | Tsugino Yuri    |
| 2011 | A Liar and a Broken Girl     | Misono Mayu     |
| 2011 | Keitai Deka: The Movie 3     | Zenigata Kai    |
| 2011 | Paradise Kiss                | Sakurada Miwako |
| 2011 | Bokutachi no After School    | Furukawa Maki   |
| 2012 | Kuroneko Lucy                | Nagisa Satonaka |
| 2014 | Kamen Teacher The Movie      | Ichimura Miki   |
| 2017 | P to JK                      | Fumi Komori     |
| 2017 | Cosmetic Wars                | Akane Misawa    |

### Televisión
- Tokyo Girl Episodio 6 "Tokyo Kashimashi Girls" (BS-i, 2006), Chiharu
- Isshō Wasurenai Monogatari Episodio 2 "Million Films" (TV Asahi, 2006)
- Otona no Megane 11-gatsu "Mirai" (Chiba TV, 2006), Yūka Saionji
- Koi Suru Nichiyōbi: New Type (BS-TBS, 2006), Yuri Tsukino
  - Episodio 10 "Hitori Bocchi no Majo"
  - Episodio 12 "Majo no Christmas"
- Hana Yori Dango Returns (TBS, 2007), Yuduki Morishita
- Koi Suru Nichiyōbi Tercera temporada (BS-TBS, 2007)
  - Episodio 21 "Chikakute Tōi Koi", Rena Terasaki
  - Episodio 26 "Shōwa Anime Daikōshin: Kimi ha Koi o Shinjireruka", Aya
- Keitai Deka Zenigatakai (BS-TBS, 2007), Kai Zenigata
- Sensei Dō (BS-TBS, 2007), Eri
- NEW TYPE: Tada, Ai no Tameni Episodio 1 (TBS, 2008), Yuri Tsukino
- Sakura no Uta (BS-TBS, 2008), Aya
- Hachi-One Diver (Fuji TV, 2008), Ayumi Sugata
- Kaidan Shin Mimibukuro: Special Zekkyō-hen (BS-TBS, 2008)
  - Vol1: "Boon", Natsumi Imoto
  - Vol2: "Gee", Aki Matsushima
- Tokyo Girl (BS-TBS, 2008)
- Taiyo to Umi no Kyoshitsu (Fuji TV, 2008), Yukino Tsugihara
- Pocky 4 Sisters (BS-TBS, 2008), Aya Kidokoro
- Mei-chan no Shitsuji (Fuji TV, 2009), Rika Kayama
- Koi to Oshare to Otokonoko Episodio 5 "Hare Tokidoki Ghost" (BS-TBS, 2009), Aya
- Buzzer Beat (Fuji TV, 2009)
- Tantei X Karano Chōsenjō! Segunda temporada, Episodio 2 "Maison Casablanca" (NHK, 2009), Hatanaka
- Yamato Nadeshiko Shichi Henge (TBS, 2010), Sunako Nakahara
- Sandaime Akechi Kogorō: Kyō mo Akechi ga Korosareru Episodio 3 (TBS, 2010), Hayakawa
- Misaki Number One! (NTV, 2011), Yui Sakurai
- Rokudenashi Blues (TBS, 2011), Chiaki Nanase
- Kaitō Royale (TBS, 2011), Karen Katagiri
- Strawberry Night Episodio 2 y 3 "Migi Deha Naguranai" (Fuji TV, 2012), Miki Shimosaka
- Seinaru Kaibutsutachi (TV Asahi, 2012), Yōko Hirai
- Mikeneko Homes no Suiri (NTV, 2012), Harumi Katayama
- Kekkon Dōsōkai: Seaside Love (Fuji TV TWO, 2012), Mion Aiba
- Resident – 5-nin no Kenshui (TBS, 2012), Hinako Koiwai
- Vampire Heaven (TV Tokyo, 2013), Sakurako
- Sennyū Tantei Tokage Episodio 3 (TBS, 2013), Mitsuki Nagata
- Yonimo Kimyona Monogatari: 2013 - Haru no Tokubetsu Hen "Kaidan no Hanako" (Fuji TV, 2013), Chisako Kotani
- Kamen Teacher (NTV, 2013), Ichimura Miki
- Yoru no Sensei (TBS, 2014), Runa Uena
- Nezumi, Edo wo hashiru Episodio 5 (NHK, 2014), Osato(Invitada)
- Suikyu Yankisu(Water Polo Yankees) (Fuji TV, 2014), Chiharu Aoyama
- Algernon ni Hanataba wo (TBS, 2015), Mai Koide
- Watashi Kekkon Dekinainjanakute, Shinaindesu (TBS, 2016), Rika Nomura
- Shizumanu Taiyō (WOWOW, 2016)

## Videos musicales
| Año  | Título        | Artista |
| ---- | ------------- | ------- |
| 2014 | "Boys Meet U" | SHINee  |

### Libros
- Sabishii Yoru, Watashi ha Ōgoe de Detaramena Uta o Utau. (Taibundo, 7 de agosto de 2008), ISBN 9784803001310
- New Type: Tada, Ai no Tameni (Taibundo, 17 de noviembre de 2008), cover, ISBN 9784803001440
- Tatsuo Hori - "Kaze Tachinu" (SDP Bunko, 21 de septiembre de 2008),

```
cover and gravure,  
ISBN 9784903620336
```

### Revistas
- Non-no, Shueisha, como modelo exclusiva en enero de 2011.
- Seventeen, Shueisha, como modelo exclusiva desde noviembre de 2007 a noviembre de 2010.
- Bessatsu Margaret, Shueisha
- Deluxe Margaret

### Photobooks
- School Girl (Shinpūsha, agosto de 2005), ISBN 9784797478037
- Natsu Shōjo Pictorial Book (junio de 2006), ISBN 9784123901277
- @me.(Angel Works) (SDP, 24 de marzo de 2007), Omnibus Photobook, ISBN 9784903620084
- Aya Omasa First Photo Book (Kadokawa Group Publishing, 19 de enero de 2011), ISBN 9784048949347
- Aya Dictionary A to Z (SDP, 26 de junio de 2012), ISBN 9784903620985